# René Peters
René Peters (ur. 15 czerwca 1981 w Dudelange) – luksemburski piłkarz występujący na pozycji pomocnika oraz trener.
W Nationaldivisioun rozegrał 422 spotkania i zdobył 46 bramek. Wraz z Jeunesse Esch zdobył mistrzostwo Luksemburga w sezonie 2009/2010.
W reprezentacji Luksemburga zadebiutował 26 kwietnia 2000 w zremisowanym 0:0 towarzyskim meczu z Estonią, a 6 października 2001 w przegranym 2:6 pojedynku el. do Mistrzostw Świata 2002 z Jugosławią strzelił swojego pierwszego gola w kadrze. W latach 2000–2013 w drużynie narodowej wystąpił 93 razy i zdobył cztery bramki.